# تسويق مسؤول اجتماعيا
التسويق المسؤول اجتماعيًا عبارة عن فلسفة تسويقية تقول إنه ينبغي على الشركة الأخذ في عين الاعتبار ما هو في صالح المجتمع في الوقت الحاضر وعلى المدى الطويل.
ينبغي على الشركات المسؤولة اجتماعيًا أن تتطلع لإنتاج المنتجات المنشودة. والمنتجات المنشودة هي تلك المنتجات التي تقدم الرضا الفوري والفوائد طويلة الأجل. وهذه المنتجات يبحث عنها المستهلكون من أجل الإشباع الفوري وكذلك إفادة المجتمع والمستهلكين على المدى الطويل.
من أمثلة التسويق المسؤول اجتماعيًا الإعلان عن المشروبات الكحوليةعند عدم وجود قواعد أو لوائح. فشركة الجعة التي قررت استخدام التسويق المسؤول اجتماعيًا ستتجنب الإعلان عن منتجاتها للقاصرين. وستركز الشركة إعلانها حول البرامج التلفزيونية التي تُعرض في وقت متأخر من الليل أو في مجلات البالغين التي يقل احتمال قراءة القاصرين لها.
والمثال الآخر للتسويق المسؤول اجتماعيًا هو شركة كتالوجات بنظام الطلب البريدي تستخدم الورق المُعاد تدويره لصناعة الكتالوجات. فقد يساعد إعلان ذلك في الكتالوج على إقناع العملاء بأن الشركة صديقة للبيئة وتبذل قصارى جهدها لحمايتها. ومن خلال مناشدة هذا الجمهور، يمكن للشركات تمييز نفسها عن المنافسين ومن المحتمل أن تحصل على حصة في السوق.